# Estadio Marcelo Bielsa
Das Estadio Marcelo Bielsa ist ein Fußballstadion in der argentinischen Stadt Rosario. Es wurde im Jahr 1911 erbaut und hat nach mehreren Umbauten und Erweiterungen bietet es heute 42.000 Plätze. Im Estadio El Coloso del Parque trägt der Fußballverein CA Newell’s Old Boys seine Heimspiele aus.
2001 fanden im Stadion mehrere Spiele der Junioren-Fußballweltmeisterschaft statt, die von Argentinien ausgerichtet wurde. Bis 2009 trug es den Namen Estadio El Coloso del Parque (deutsch ‚Koloss des Parks‘), gemeint ist der Parque de la Independencia, häufig wird die Anlage auch nach dem hier ansässigen Verein als Estadio Newell’s Old Boys (deutsch ‚Newell’s-Old-Boys-Stadion‘) bezeichnet. Der heutige Name ehrt den Trainer Marcelo Bielsa, der mit Newell’s Old Boys zwei nationale Meistertitel erringen konnte.